# Pradère-les-Bourguets
Pradère-les-Bourguets är en kommun i departementet Haute-Garonne i regionen Occitanien i södra Frankrike. Kommunen ligger i kantonen Léguevin som tillhör arrondissementet Toulouse. År 2017 hade Pradère-les-Bourguets 540 invånare.

## Befolkningsutveckling
Antalet invånare i kommunen Pradère-les-Bourguets
Referens:INSEE